# Nate Laszewski
Nathan James Laszewski (Northfield (Massachusetts), 19 luglio 1999) è un cestista statunitense.

## Carriera liceale
Laszewski ha giocato a basket per la Avon High School di Avon, nel Connecticut, dove ha ottenuto gli onori di First Team All-State. Si trasferirà poi alla Northfield Mount Hermon School di Gill, Massachusetts. Al secondo anno, Laszewski ha guidato la sua squadra al titolo di classe AAA del New England Preparatory School Athletic Council (NEPSAC) diventando poi un nominato MVP. Nella sua ultima stagione, Laszewski ha aiutato la sua squadra a raggiungere il record scolastico di 31 vittorie e un altro titolo di classe AAA, dove ha infine vinto il titolo di MVP. Ha segnato una media di 19,6 punti, 6,8 rimbalzi e 1,9 assist a partita a partita e ha stabilito record di programma per punti e tre punti in una sola stagione, nonché tre punti in carriera.
Successivamente ha incominciato a giocare al basket universitario per Notre Dame nonostante le offerte di Arizona, Carolina del Nord, Wake Forest e Wisconsin .

## Carriera universitaria
Da rookie a Notre Dame, Laszewski ha segnato una media di 6,9 punti e 3,9 rimbalzi a partita. Nella sua seconda stagione, ha segnato una media di 7,4 punti e 4,6 rimbalzi a partita. Il 30 dicembre 2020, Laszewski ha registrato 28 punti e 6 rimbalzi, il massimo della sua carriera, nella sconfitta per 66-57 contro la Virginia. Da junior, ha segnato una media di 13,3 punti e 7,3 rimbalzi a partita, guadagnandosi la menzione d'onore della All-Atlantic Coast Conference (ACC).

## Carriera professionale
Il 22 luglio 2023 firma con il New Basket Brindisi della Lega Basket Serie A.

## Statistiche

### College
| Anno      | Squadra             | PG  | PT | MP   | TC%  | 3P%  | TL%  | RP  | AP  | PRP | SP  | PP   |
| --------- | ------------------- | --- | -- | ---- | ---- | ---- | ---- | --- | --- | --- | --- | ---- |
| 2018-2019 | Notre Dame F. Irish | 33  | 7  | 19,0 | 39,2 | 33,8 | 72,0 | 3,9 | 0,2 | 0,2 | 0,4 | 6,9  |
| 2019-2020 | Notre Dame F. Irish | 32  | 1  | 21,0 | 41,0 | 31,0 | 73,1 | 4,6 | 0,5 | 0,2 | 0,3 | 7,4  |
| 2020-2021 | Notre Dame F. Irish | 26  | 25 | 31,3 | 58,9 | 43,4 | 71,0 | 7,3 | 0,8 | 0,5 | 0,6 | 13,3 |
| 2021-2022 | Notre Dame F. Irish | 34  | 25 | 28,8 | 51,4 | 45,6 | 85,1 | 6,5 | 0,8 | 0,5 | 0,5 | 9,3  |
| 2022-2023 | Notre Dame F. Irish | 32  | 32 | 34,0 | 50,9 | 39,2 | 84,7 | 7,2 | 1,3 | 0,4 | 0,7 | 13,7 |
| Carriera  | Carriera            | 157 | 90 | 26,6 | 48,7 | 38,2 | 77,5 | 5,8 | 0,7 | 0,4 | 0,5 | 10,0 |

## Vita privata
Il padre di Laszewski, Jay, e sua sorella maggiore, Abby, giocavano a basket al college nel Wisconsin . Sua sorella minore, Emma, gioca a basket al college per Brown . Lui e la sua famiglia hanno vissuto in Belgio e in Australia per parte della sua infanzia.